# Galaxy Angel
Galaxy Angel (ギャラクシーエンジェル?, Gyarakushī Enjeru) è una serie di manga, anime e videogiochi della Broccoli. È stata realizzata nel luglio 2000, quando la Broccoli ha lanciato il progetto multimediale chiamato Project G.A. e composto da anime, manga e videogiochi. L'anime ed il manga Galaxy Angel Party comprendono una storia commedia in un universo parallelo, mentre i tre videogiochi e il manga standard hanno una storia più seria e romantica.
Nel 2006 è stato sviluppato un secondo progetto intitolato Galaxy Angel II, con un nuovo cast di personaggi, che ha anche in questo caso generato una serie di manga, di anime e di videogiochi.
In Giappone, la serie è diventata così popolare da essere di ispirazione ad un musical intitolato GALAXY ANGEL ~The Musical~, che ha debuttato a marzo e dicembre 2005.

## Trama
La storia di Galaxy Angel racconta di un gruppo di giovani donne facenti parte dell'impero Transbaal in viaggio per una missione umanitaria, sponsorizzata dal governo, con il nome di Brigate Angeli (Angel-tai). Le Brigate Angeli, inviate in missione dal colonnello Volcott O' Huey, viaggeranno di pianeta in pianeta a bordo della propria astronave, alla ricerca delle "tecnologie perdute", generalmente dispositivi tecnologici, che saranno spesso causa delle gag umoristiche dell'anime. Molti di questi dispositivi infatti sembrano oggetti estremamente banali come bastoni o bollitori per il riso, ma si riveleranno armi distruttive o oggetti dotati di poteri incredibili come la possibilità di mutare gli organismi.

## Personaggi
- Milfeulle Sakuraba (ミルフィーユ・桜葉?, Mirufīyu Sakuraba)

Doppiata da Ryoko Shintani
Diciassettenne dai capelli rosa, il più recente membro della Brigate Angeli Milfeulle è dotata di un carattere allegro ed amichevole e di una fortuna incredibile. La sua grande fortuna è però interrotta da brevi periodi di altrettanto incredibile sfortuna (che può culminare nella distruzione di una galassia), in cui però Milfeulle è stranamente felice. Ha l'hobby della cucina.
- Ranpha Franboise (蘭花・フランボワーズ?, Ranfa Furanbowāzu)

Doppiata da Yukari Tamura
Diciottenne bionda ed estremamente bella, Ranpha ha come obiettivo principale la ricerca di un uomo bello e facoltoso da sposare. Dotata di grande forza fisica, Ranpha ha l'hobby di leggere le carte.
- Mint Blancmanche (ミント・ブラマンシュ?, Minto Buramanshu)

Doppiata da Miyuki Sawashiro
Sedicenne caratterizzata dagli occhiali e dai capelli blu, adornati da un paio di orecchie di coniglio, che reagiscono ai sentimenti di Mint. Proveniente da una famiglia molto ricca, Mint è la più intelligente del gruppo, ma spesso anche la più egoista.
- Forte Stollen (フォルテ・シュトーレン?, Forute Shutōren)

Doppiata da Mayumi Yamaguchi
Coin i suoi ventidue anni, Forte è la più grande nel gruppo. È un maschiaccio appassionata di armi e di vita militare, la cui più grande debolezza sono i topi.
- Vanilla H (ヴァニラ・H?, Vanira Asshu)

Doppiata da Mika Kanai
Vanilla ha tredici anni ed è la più giovane del gruppo ed è in grado di curare le ferite soltanto col calore delle proprie mani. È dotata di un carattere calmo e riflessivo e molto raramente la si sente parlare.
- Chitose Karasuma (烏丸 ちとせ?, Karasuma Chitose)

Doppiata da Saori Goto
Introdotta nella quarta serie, Chitose è una ragazza malaticcia ed insicura, i cui ripetuti tentativi di stringere amicizia con gli altri membri dell'equipaggio, spesso finiscono in situazioni tragicomiche.
- Takuto Meyers (タクト・マイヤーズ?, Takuto Maiyāzu)

Il comandante recentemente nominato del Elsior che trasporta le Brigate Angeli. È noto per essere sia un donnaiolo che un fannullone. Apparentemente di carattere superficiale, Takuto può sembrare un capitano incompetente, ma quando la situazione lo richiede, la sua personalità cambia completamente, diventando serio e concentrato.

## Media

### Anime
La serie animata Galaxy Angel, prodotta dalla Broccoli, dallo studio Madhouse e dalla Bandai Visual, è stata trasmessa in Giappone dal canale Animax fra il 7 aprile 2001 al 29 settembre 2001, ed è stata presto seguita da numerosi sequel, inclusa una seconda ("Z"), una terza ("A", "AA" e "S") ed una quarta serie ("X"). Ogni trasmissione è composta da due episodi di quindici minuti ciascuno, i cui titoli contengono sempre un riferimento al cibo. La prima serie è stata trasmessa da Animax, mentre le serie successive da TV Osaka ed altre stazioni di TXN.
| Serie | Titolo          | Trasmissioni | Episodi (TV+extra) | Registi                        | Trasmissione originale              |
| ----- | --------------- | ------------ | ------------------ | ------------------------------ | ----------------------------------- |
| 1     | Galaxy Angel    | 24           | 24+2               | Morio Asaka, Yoshimitsu Ohashi | 7 aprile 2001 - 29 settembre 2001   |
| 2     | Galaxy Angel Z  | 9            | 18+1               | Morio Asaka, Yoshimitsu Ohashi | 3 febbraio 2002 - 31 marzo 2002     |
| 3     | Galaxy Angel A  | 13           | 26                 | Shigehito Takayanagi           | 10 novembre 2002 - 29 dicembre 2002 |
| 3     | Galaxy Angel AA | 13           | 25+2               | Shigehito Takayanagi           | 5 gennaio 2003 - 30 marzo 2003      |
| 3     | Galaxy Angel S  | 1            | 2                  | Shigehito Takayanagi           | 21 dicembre 2003                    |
| 4     | Galaxy Angel X  | 13           | 26                 | Shigehito Takayanagi           | 7 luglio 2004 - 29 settembre 2004   |

L'anime Galaxy Angel generalmente rinuncia a qualunque senso di stretta continuità della trama, dopo la prima serie, quindi possono essere viste in qualsiasi ordine. Per questa ragione molti personaggi nella serie spesso vengono abbandonati, uccisi o trasformati per poi ritornare alla normalità nell'episodio successivo. Tuttavia, nella quarta serie viene introdotto un nuovo personaggio ed occasionalmente vengono fatti riferimenti a fatti accaduti prima del suo arrivo nelle serie precedenti. La maggior parte degli episodi delle serie sono spesso parodie di aspetti della cultura giapponese, di film o di anime. Ogni serie contiene anche un episodio particolarmente serio rispetto all'atmosfera generale dell'anime.

#### Sigle dell'anime
Sigle di apertura
- Galaxy Bang! Bang! cantata da Angel-tai (Galaxy Angel)
- Yumemitai ANGEL-tai cantata da Angel-tai (Galaxy Angel Z)
- Galaxy Ba-ban-ga-Bang! cantata da Angel-tai (Galaxy Angel A)
- Angel UKKII cantata da Angel-tai (Galaxy Angel A)
- ENJERU Rokkenro; Angel Rock n Roll cantata da Angel-tai (Galaxy Angel X)

Sigle di chiusura
- Horoscope Rhapsody cantata da Angel-tai (Galaxy Angel)
- Happy Question cantata da Angel-tai (Galaxy Angel Z)
- Angel Wasshoi! cantata da Angel-tai (Galaxy Angel A)
- DOTABATA*Angel Loop cantata da Angel-tai (Galaxy Angel A)
- In the Chaos cantata da Jam Project featuring Masami Okui (Galaxy Angel A)
- Jelly Beans cantata da Shintani Ryoko & Gotou Saori (Galaxy Angel X)
- FINAL FLIGHT cantata da Angel-tai (Galaxy Angel X)

### Videogiochi
I videogiochi prodotti per Galaxy Angel sono in parte videogiochi di strategia ed in parte simulatori di appuntamenti e sono stati resi disponibile per PC e PlayStation 2. I tre videogiochi della serie sono intitolati Galaxy Angel, Galaxy Angel: Moonlit Lovers e Galaxy Angel: Eternal Lovers. Tutte le versioni della storia ruotano intorno all'Angel Troupe, una squadra di cinque o sei bellissime agenti speciali a bordo di una astronave. I videogiochi non sono mai stati pubblicati al di fuori del Giappone.

### Manga
A differenza dell'anime, la versione manga di Galaxy Angel racconta delle battaglie della flotta delle Angel Troupe contro le forze ribelli di Eonia, l'impero Transbaal, e della relazione fra Takuto Mayers ed i sei personaggi femminili della storia. Tutti i volumi del manga sono stati pubblicati da Broccoli.
| Nº                                 | Titolo italiano Giapponese 「Kanji」 - Rōmaji                                          | Data di prima pubblicazione        | Data di prima pubblicazione |
| Nº                                 | Titolo italiano Giapponese 「Kanji」 - Rōmaji                                          | Giapponese                         |                             |
| Galaxy Angel (5 volumi)            |                                                                                        |                                    |                             |
| 1                                  | Galaxy Angel 1 「ギャラクシーエンジェル １」 - Gyarakushī Enjeru 1                     | dicembre 2001 ISBN 4-04-712286-6   |                             |
| 2                                  | Galaxy Angel 2 「ギャラクシーエンジェル ２」 - Gyarakushī Enjeru 2                     | settembre 2002 ISBN 4-04-712308-0  |                             |
| 3                                  | Galaxy Angel 3 「ギャラクシーエンジェル ３」 - Gyarakushī Enjeru 3                     | marzo 2003 ISBN 4-04-712323-4      |                             |
| 4                                  | Galaxy Angel 4 「ギャラクシーエンジェル ４」 - Gyarakushī Enjeru 4                     | novembre 2003 ISBN 4-04-712346-3   |                             |
| 5                                  | Galaxy Angel 5 「ギャラクシーエンジェル ５」 - Gyarakushī Enjeru 5                     | luglio 2004 ISBN 4-04-712361-7     |                             |
| Galaxy Angel Party (3 volumi)      |                                                                                        |                                    |                             |
| 1                                  | Galaxy Angel Party 1 「ギャラクシーエンジェル パロディ １」 - Gyarakushī Enjeru Pātī 1 | febbraio 2003 ISBN 4-04-712321-8   |                             |
| 2                                  | Galaxy Angel Party 2 「ギャラクシーエンジェル パロディ ２」 - Gyarakushī Enjeru Pātī 2 | luglio 2003 ISBN 4-04-712347-1     |                             |
| 3                                  | Galaxy Angel Party 3 「ギャラクシーエンジェル パロディ ３」 - Gyarakushī Enjeru Pātī 3 | luglio 2004 ISBN 4-04-712360-9     |                             |
| Galaxy Angel 2nd (Beta) (3 volumi) |                                                                                        |                                    |                             |
| 1                                  | Galaxy Angel 2nd (Beta) 1 「ギャラクシーエンジェル2nd １」 - Gyarakushī Enjeru 2nd 1   | 7 dicembre 2004 ISBN 4-86176-048-8 |                             |
| 2                                  | Galaxy Angel 2nd (Beta) 2 「ギャラクシーエンジェル2nd ２」 - Gyarakushī Enjeru 2nd 2   | 7 luglio 2005 ISBN 4-86176-179-4   |                             |
| 3                                  | Galaxy Angel 2nd (Beta) 3 「ギャラクシーエンジェル2nd ３」 - Gyarakushī Enjeru 2nd 3   | 7 ottobre 2005 ISBN 4-86176-230-8  |                             |

### Musical
|                            | Date            |
| -------------------------- | --------------- |
| GALAXY ANGEL ~The Musical~ | 16 marzo 2005   |
| GALAXY ANGEL ~Re-Mix~      | 7 dicembre 2005 |

Il 16 marzo 2005 ha debuttato il musical ispirato a Galaxy Angel. Gli attori in scena sono completamente diversi dai doppiatori della serie televisiva, per via dell'impossibilità di questi ultimi a prendere parte allo spettacolo. Un altro spettacolo è stato messo in scena dal 7 all'11 dicembre 2005.

#### Cast dello spettacolo
- Takuto Meyers: Yūji Ueda (タクト・マイヤーズ)
- Milfeulle Sakuraba: Maho Tomita (富田麻帆)
- Ranpha Franboise: Yuka Koide (小出由華)
- Mint Blancmanche: Marie Ono (小野まりえ)
- Forte Stollen: Risa Shirakawa (白川りさ)
- Vanilla H: Satomi Akesaka (明坂聡美)
- Chitose Karasuma: Erina Nakayama (中山恵里奈)